# Pedro Neto
Pedro Lomba Neto (Viana do Castelo, 9 de març de 2000) és un futbolista professional portuguès que juga com a volant esquerre pel Chelsea FC anglès i per la selecció portuguesa.